# Ребиндер, Ганс Вильгельм
Ганс Вильгельм Ребиндер (нем. Hans Wilhelm von Rehbinder; 1728—1779) — российский дипломат, министр-резидент в Данциге. Статский советник.

## Биография
Родился в 1728 году. Происходил из старинного дворянского рода, ведущего своё происхождение из Вестфалии, откуда его предки в начале XV века выехали в Прибалтийский край. Отец — Отто-Магнус Ребиндер (1700—1768); мать —  София-Елена, урождённая фон Эссен (1702—1776), дочь К. Г. фон Эссена. его братья: Василий (1726—1800) и  Иван (1733—1792) Михайловичи.
С 20 февраля 1741 года по 23 декабря 1747 года воспитывался в Сухопутном шляхетном корпусе.
В 1762—1775 годах был министром-резидентом в Данциге.
Умер в Санкт-Петербурге 24 февраля (7 марта) 1779 года.

## Семья
Был женат на Луизе-Готлибе фон Калнейн (1735—1806), дочери прусского генерал-лейтенанта К. Э. фон Калнейна (в первом браке была замужем за Я. Э. фон дер Реке, от этого брака имела четырёх детей). Их дети:
- Карл-Вильгельм-Александр (1763—1810);
- Петер-Отто-Вильгельм (1765—1809);
- Вильгельмина-Иоганна (1766—1829), замужем за графом В. Ф. К. фон Шверином, прусским генерал-лейтенантом, губернатором Торуня;
- Иоганн-Вильгельм-Леопольд (1767—1830);
- Анна-Шарлотта-Амалия (1770—1857);
- Вильгельм-Иоганн-Арндт (1775—1830).